# Marine One (Homeland)
"Marine One" es el duodécimo episodio y episodio final de la primera temporada de la serie de televisión de thriller psicológico Homeland. Se emitió el 18 de diciembre de 2011, en Showtime. El episodio fue escrito por Alex Gansa, Chip Johannessen y Howard Gordon, y dirigido por Michael Cuesta.
Una Carrie casi catatónica es obligada a permanecer en cama mientras Saul investiga las inquietantes implicaciones de su trabajo.
El final de temporada fue muy aclamado por la crítica y con 1.71 millones de espectadores lo que lo convierte en el final mejor valorado de la historia de una serie de primer año para Showtime.

## Argumento

### Día 1
Brody graba un video luciendo su uniforme militar. En el video explica la manera en que fue capturado por las fuerzas leales a Saddam Hussein y la manera en que lo vendieron a Al-Qaeda. Así mismo explica que puede haber quien diga que lo doblegaron o que le lavaron el cerebro o que lo convirtieron en terrorista, pero que a pesar de todo ama a su país, y que su verdadera integridad es que es un Marine, y que por lo mismo, las medidas que aplicará ese día van dirigidas contra el vicepresidente, a quien hace responsable de la matanza de 82 niños indefensos, muertos a causa de un bombardeo que fue tapado a la opinión pública como si en realidad hubieran eliminado a terroristas. 
Saul visita a Carrie en su casa, donde su hermana la cuida. Ella le dice que la situación de Carrie es preocupante, ya que se niega a comer y a salir de la habitación. Saul le explica a su hermana que Carrie se encuentra de licencia administrativa que significa que no levantarán cargos contra ella, pero que nunca más podrá trabajar de nuevo en la CIA.
Carrie habla con Saul y le pide que le cuente los avances en la investigación a lo que Saul se niega, pero ella le pide que no deje de investigar. Carrie le dice que Brody actuó muy bajo al delatarla ante Estes de esa manera. Saul se da cuenta de que Carrie está enamorada de Brody.
Mientras tanto, Brody termina de grabar el video y sale de la pequeña bodega donde lo hizo. Esa noche deja una memoria en el hueco de una piedra en un parque y una señal en una roca. Walker abre un vehículo y se esconde en él. El vehículo es propiedad de una anciana que se encontraba en un juego de Bingo.
Durante la cena del partido, el vicepresidente anuncia su candidatura a la presidencia para el día siguiente. A la reunión asiste Estes. Estes le sugiere al vicepresidente que cambie la sede del anuncio, a lo que el vicepresidente se niega, alegando que se trata de un solo hombre y que Estes tiene a todo el aparato de seguridad nacional a su servicio. El vehículo en que viaja Walker es detenido por la policía en una revisión de seguridad, pero como la dueña es residente del área donde se llevará a cabo el discurso, pasa sin problemas. Walker toma como rehén a la dueña. Carrie recibe el apoyo de sus compañeros de equipo en la CIA quienes se preocupan por que ella ingiera alimentos. En la casa de los Brody, todo transcurre en aparente tranquilidad y normalidad. Walker toma posición de francotirador desde el departamento de su rehén.
Brody tiene recuerdos de las palabras que Abu Nazir le dijo al prepararlo, recomendándole purificar su cuerpo antes de cualquier acción. Entonces se levanta y procede a hacer sus abluciones y sus oraciones. En eso es descubierto por su hija quien lo interroga ante lo que está haciendo. Ante sus preguntas, Brody le confiesa que se convirtió al Islam y que no le dijo nada a nadie para no disgustarlos y le explica por qué se lava pies y manos antes de rezar y todo queda como un secreto entre ambos.

### Día 2
Carrie despierta escuchando en las noticias que ese día se hará la presentación de las candidaturas y buscando sus píldoras. Su compañero Virgil ha estado cuidándola toda la noche. Carrie le dice que tiene que salir a dar un paseo en auto y Virgil acepta. Mientras, en la sede de la CIA Saul se entrevista con Estes y le solicita ayuda para resolver los once meses de poca información que hay en las actividades de Abu Nazir. Estes le pide que le diga de quién es idea y Saul le muestra que los documentos han sido editados, al parecer por tratarse de una operación encubierta. Estes se niega al recordarle que Saul debe de estar presente en la conferencia de prensa del vicepresidente.
Brody le dice a su hijo que no puede ir a su presentación de karate, entonces se queda solo en casa con su hija Dana. Carrie y Virgil salen de paseo, pero ella aprovecha para realizar una vigilancia en el área de la conferencia y se rehúsa a decirle cuales son sus verdaderos propósitos. Ante la insistencia de Virgil, Carrie le dice que en el sitio donde será la conferencia, es posible que se encuentre Walker. Virgil le recuerda que ya no es su trabajo y que ya no se preocupe, pero ella le dice que está segura de que no se trata de un solo francotirador y que por favor le ayude a hacer su trabajo, aunque ya no la requieran en la agencia. Virgil acepta a ayudarla.
En su casa, Brody saca del armario el chaleco que recibió en Gettysburg y se lo pone. En eso Dana trata de entrar a su cuarto, pero se da cuenta de que la puerta está cerrada y le pide que no vaya al evento del vicepresidente, a lo que Brody le dice que es sumamente importante su presencia. Ante la insistencia de ella, se quita el chaleco y abre la puerta para poder hablar. Ella le dice que el haberlo visto rezando la puso nerviosa pero él la calma. Luego se vuelve a poner el chaleco, se viste con su uniforme y sale de la casa con rumbo al auto que han enviado a por él. Ahí se da cuenta de que el Servicio Secreto ha asignado un agente para que lo cuide.
El vicepresidente se dirige a la conferencia en compañía de Estes quien le comenta que Saul encontró evidencias de la misión. El vicepresidente le ordena a Estes que saque a Saul de esa investigación. Saul habla con su equipo y les da instrucciones de investigar todo lo relativo a esa información. Saul se niega a investigar por los canales oficiales. Carrie y Virgil tratan de mezclarse entre la multitud e investigar. Carrie está segura de que no es un ataque para un solo francotirador. 
Walker está en el departamento de la anciana y se prepara con su rifle de largo alcance. En eso llega el auto de Brody, quien se queja de lo exagerado de la seguridad. Aun así no les cuesta mucho trabajo pasar el control. Carrie sigue los movimientos de Brody desde la calle y se da cuenta de que algo anda mal con él. Trata de acercarse a él para reclamarle la pérdida de su trabajo mientras sus movimientos son seguidos por Walker con su mira telescópica. En eso llega la limusina del vicepresidente al lugar. Walker se prepara con su rifle. El vicepresidente desciende del auto y se dirige a saludar a Brody. Walker dispara y hiere a la senadora Gainn. En el ataque hace que entren todos al edificio, con lo que Brody se salva del control de seguridad y explosivos. Walker sale caminando tranquilamente del edificio.
En el interior del recinto, Brody camina con el resto de los asistentes hacia el recinto de seguridad. Entre ellos va el Secretario de Defensa, pero no el vicepresidente. Carrie le llama a Saul y le dice que el ataque del francotirador es un ataque de diversión, que el protocolo exige que se lleve a los altos mandos a un sitio pequeño y seguro y que esa es la etapa uno del ataque, entonces le dice que el que hará el segundo ataque es Brody y que por eso la delató. Saul le dice que enviará a un agente para que ella entre al edificio, pero en realidad envía a un equipo a detenerla. 
Mientras tanto el vicepresidente entra en el recinto sellado junto con todos y Brody se prepara para detonar la bomba del chaleco. Finalmente se decide a hacerlo pero el detonador falla. Afuera Carrie se da cuenta de que Saul envió a un equipo a detenerla y le pide a Virgil las llaves de la camioneta. Brody se dirige al sanitario para revisar el chaleco. En el baño se encuentra con el Secretario de Defensa quien le dice que el vicepresidente tiene grandes planes para Brody. Él se encierra en el sanitario y revisa el equipo explosivo que lleva en el chaleco y se da cuenta de que hay cables trozados. Su hija Dana ve en la televisión la noticia del intento de asesinato mientras que Carrie toca a la puerta de los Brody. Ella le dice a su hija que su padre está bien, y que no lo hirieron, pero que necesita de su ayuda. Le confirma que fue Walker el que disparó y que Brody trabaja con Walker y que va a matar a todos en el sitio con una bomba. Dana, asustada accede a llamarlo y tratar de convencerlo de que no lo haga. En el último momento trata de llamar al 911 y hacer que se la lleven de su casa. A pesar de eso Carrie trata de convencerla mientras llega su madre y le dice que las deje en paz y que llame a la policía. Carrie trata de convencerla de que les ayude, pero en eso llega la policía y se la llevan en custodia. Dana se da cuenta de que se quedó con el celular de Carrie.
Brody está en el sanitario tratando de arreglar el chaleco para poder detonarlo cuando entra un agente del Servicio Secreto a avisarle que dentro de poco saldrán del edificio. Se acerca con el detonador en la mano e intenta oprimir el gatillo cuando el agente del servicio secreto le pasa una llamada de su hija. Dana le dice que Carrie fue a su casa y que dijo muchas cosas de él y que trabajaba con Walker y que era un terrorista. Ella le dice que no lo cree, y que no cuelgue la llamada. Ante la insistencia de Dana, Brody cancela el atentado y promete a su hija regresar a casa. Finalmente les autorizan a salir del cuarto de seguridad, siendo el vicepresidente el primero en salir, con lo cual Brody pierde la oportunidad de detonar el chaleco.

### Día 3
El vicepresidente Walden aparece en televisión anunciando la muerte de la senadora Gainn y su candidatura a la presidencia. Brody ve la noticia. Su esposa entra para decirle que la policía ha llamado para preguntar si desean presentar cargos a lo que Brody se niega, sin embargo su esposa le pide que nunca más la vuelva a ver ni a mencionar en su casa.
Saul visita al vicepresidente Walden en su residencia y le muestra el legajo de documentos clasificados referentes a la incursión del avión espía y bombardeo que mató al hijo de Abu Nazir. Walden le pregunta si se encuentran en el mismo bando, ya que Saul insiste en investigar el asunto. Así mismo le indica que pase por alto ese asunto, a lo que Saul se niega. Sin embargo, Saul le muestra un juego de DVD que contiene las cintas de interrogatorios del tiempo en que Walden era Director de la CIA, chantajeándolo a hacerlas públicas si no le permiten seguir con la investigación y llegar al fondo del asunto.
Carrie sale de prisión con la ayuda de su hermana. En eso aparece Brody y Carrie se dirige a hablar con él, a pesar de que pudiera levantarle cargos. Brody le reclama el que haya ido a ver a su hija y ella le pide perdón y la amenaza de que si sigue investigándolo presentará cargos mientras que vuelve a alegar inocencia sobre las sospechas de Carrie, incluso le sugiere buscar ayuda para su enfermedad. Mientras que la increpa sobre la vigilancia ilegal de que fue objeto, ella le dice que entiende todo eso y que se alejará de él definitivamente. Carrie aborda la camioneta de su hermana llorando desconsoladamente y le pide a su hermana que la lleve al hospital para iniciar el tratamiento que necesita.
Saul le muestra a Estes los videos de seguridad que tienen las reuniones de Walden en la CIA donde autorizó el ataque aéreo que causó la muerte de 81 niños, incluido el hijo de Abu Nazir. Saul le reclama a Estes el que en ese tiempo no le haya informado del ataque y que debió de decirle al aparecer la primera pista de Nazir en siete años. Estes se defiende diciéndole que fue por el bien del país al mostrarlo fuerte ante Al-Qaeda. Saul le amenaza con llamar a la prensa y hacer público el asunto. Sin embargo Estes le dice que no lo hará ya que eso pondría en peligro a todos los agentes a su cargo y a los soldados en Afganistán, lo que deja a Saul pensando seriamente.
Brody se dirige en la noche a recuperar la memoria que había dejado en el parque para descubrir que ya no está. Alguien se la ha llevado. Regresa a su casa y se encierra en su garage, donde empieza a armar su pistola de cargo. Entonces vuelve a salir y se dirige a un puente de carretera, donde se reúne con Walker, quien también va armado. Walker le dice que se sorprende del valor que tuvo al ir y Brody al verlo vivo. Walker le reclama el que no haya hecho detonar el chaleco, mientras que Brody le explica que el chaleco tenía una falla. Walker amenaza con su pistola a Brody sin embargo este le dice que nada habría cambiado de haberlo detonado, que siempre habría alguien que haría daño y que ahora que va a la carrera política tiene línea directa. En eso entra una llamada al comunicador de Walker. Es Abu Nazir quien pide hablar con Brody. Brody le explica que si es verdad lo que dice, y Brody explica que puede ayudar más desde la política. Abu Nazir le dice que es mejor matar una idea que a una persona, con lo que autoriza a Brody a seguir adelante con sus aspiraciones políticas. Abu Nazir le ordena matar a Walker como prueba de fe y compromiso. 
Brody le regresa el teléfono a Walker tal y como se lo ha ordenado Nazir. En el momento en que este toma el equipo, Brody saca su arma y le dispara en la cabeza.
Brody regresa a su casa y le dice a su esposa que le agradece por todo.

### Dos días después
Saul se dirige al hospital para ver a Carrie a quien están a punto de operar. Entra en su cuarto para impedir que le realicen un procedimiento eléctrico en su cerebro. Carrie le dice que ella lo solicitó y Saul le pide que no lo haga, que hay otras alternativas. Carrie le dice que se ha decidido a olvidar lo que pasó y que por eso solicitó ese procedimiento. Sin embargo, Saul le dice que no se sienta mal, porque tenía razón con respecto a Nazir, ya que éste estaba de luto por la muerte de su hijo, en el ataque ordenado por el vicepresidente y que esa información estaba clasificada, por eso no la pudo notar. Ella le pide apelar sobre la decisión de su despido, pero Saul le dice que no es posible hacer eso.
Al mismo tiempo, Brody reflexiona sobre los eventos recientes mientras platica con su hija en la azotea de su casa. Carrie está a punto de iniciar el procedimiento de electro shock en el hospital, mientras recuerda el fin de semana que pasó con Brody en la cabaña. En eso tiene el recuerdo de Brody gritando el nombre de Izza, el hijo muerto de Abu Nazir, con lo que confirma que Brody lo conocía, sin embargo los médicos lo toman como un evento propio de la anestesia y le aplican el procedimiento directo a su cerebro.

## Producción
La historia del episodio fue concebida por los productores ejecutivos Alex Gansa y Howard Gordon, mientras que el guion fue escrito por Gansa y el coproductor ejecutivo Chip Johannessen.  El productor ejecutivo Michael Cuesta dirigió el episodio.
El episodio fue estructurado para tener un primer acto silencioso, un segundo acto frenético, y luego un tercer acto silencioso. Esto se refleja en la cinematografía; el primer y tercer acto se filman con cámaras fijas, mientras que el segundo acto se filma íntegramente con dispositivos de mano.

## Recepción

### Audiencia
La emisión original recibió 1.71 millones de espectadores, lo que la convirtió en el episodio de mayor audiencia de la temporada, un 58% más que en el estreno de la temporada. Además, fue el final de temporada con mayor audiencia de la historia de Showtime para una serie de estudiantes de primer año.